# Maictes Corcorúnio
Maictes (em grego: Μαΐκτης; romaniz.: Maíktēs; em armênio: Հմայեակ; romaniz.: Hmayeak) foi um nobre armênio (nacarar) do século IV da família Corcorúnio, ativo no reinado de Ársaces II (r. 350–364/7).

## Nome
Maictes (Μαΐκτης, Maïktēs) é a forma grega do armênio Hemaieaque (Հմայեակ, Hmayeak). Deriva do parta Humai (Hu-māy [hwmy]) e Humaiaque (Hu-māy-ak [hwmyk]), que por sua vez deriva do iraniano antigo Humaiaca (*Hu-māya-ka-), "tem boa habilidade, bons feitiços, bom poder mágico". Foi registrado em avéstico como Humaia (Hu-māiiā- (fem.)) e Humaiaca (Hu-maiia-ka- (masc.)).

## Vida
A parentela de Maictes é desconhecida, exceto que pertencia à família Corcorúnio. Segunda a Vida de São Narses, em 353, foi um dos nobres responsáveis pela escolta de Narses para Cesareia Mázaca, onde seria consagrado católico do Reino da Armênia. A mesma passagem cita outro Corcorúnio, Varrém, que o teria acompanhado na missão.